# Henryk Rudolf (książę Brunszwiku-Lüneburga)
Henryk Rudolf z Brunszwiku-Lüneburg (28 kwietnia 1625 – 30 września 1627) – książę brunszwicki. Najstarszy syn księcia Brunszwiku Augusta Młodszego i jego drugiej żony Doroty. Od narodzenia do śmierci był następcą tronu.